# Kendalpecabean
Kendalpecabean is een bestuurslaag in het regentschap Sidoarjo van de provincie Oost-Java, Indonesië. Kendalpecabean telt 3872 inwoners (volkstelling 2010).